# Ritter-reactie
De Ritter-reactie, genoemd naar de Amerikaanse scheikundige John Joseph Ritter, is een chemische reactie waarbij een alkyl-gesubstitueerde amide gevormd wordt door de reactie tussen enerzijds waterstofcyanide of een nitril, en anderzijds een verbinding die een stabiel carbokation kan vormen. Dat kan een onverzadigde koolwaterstof zijn (isobuteen in de onderstaande reactievergelijking), een alcohol, enz. De reactie gebeurt met een sterk zuur, bijvoorbeeld zwavelzuur, als katalysator.
Indien R = H+ in bovenstaande reactievergelijking, levert de Ritter-reactie tussen waterstofcyanide en isobuteen de verbinding N-tert-butylformamide of N-(1,1-dimethylethyl)formamide op.
Een ander voorbeeld van de Ritter-reactie is de reactie van benzylalcohol met acrylnitril tot N-benzylacrylamide.

## Reactiemechanisme
Het carbokation 2 verbindt zich met het stikstofatoom van het nitril tot een intermediair nitriliumion 3. Dat ondergaat dan nucleofiele aanval van water en tautomeriseert tot het corresponderende amide 5.
De Ritter-reactie kan uitgevoerd worden met vele verbindingen, waaronder alkenen, alkadiënen, secundaire en tertiaire alcoholen (geen primaire, afgezien van benzylalcohol), alkylchloriden, aldehyden, ethers, carbonzuren, esters of ketonen.